# American Capitalist
American Capitalist — третій студійний альбом американського хеві-метал гурту «Five Finger Death Punch», представлений 11 жовтня 2011 року; перша платівка, в записі якого не брав участь гітарист Метт Снелл, який покинув колектив у грудні 2010 року. Альбом дебютував на 3 позиції чарту Billboard 200 із 90 000 проданих копій протягом першого тижня після релізу. У 2011 році платівка отримала «платинову» сертифікацію від RIAA із загальним накладом, що перевищив мільйон копій.

## Список пісень
| #     | Назва                 | Тривалість |
| ----- | --------------------- | ---------- |
| 1.    | «American Capitalist» | 3:28       |
| 2.    | «Under and Over It»   | 3:38       |
| 3.    | «The Pride»           | 3:23       |
| 4.    | «Coming Down»         | 4:01       |
| 5.    | «Menace»              | 3:31       |
| 6.    | «Generation Dead»     | 3:43       |
| 7.    | «Back for More»       | 3:22       |
| 8.    | «Remember Everything» | 4:38       |
| 9.    | «Wicked Ways»         | 3:07       |
| 10.   | «If I Fall»           | 3:56       |
| 11.   | «100 Ways to Hate»    | 3:21       |
| 40:13 |                       |            |

| Додаткові пісні iTunes видання | Додаткові пісні iTunes видання | Додаткові пісні iTunes видання |
| #                              | Назва                          | Тривалість                     |
| ------------------------------ | ------------------------------ | ------------------------------ |
| 12.                            | «The Tragic Truth»             | 3:55                           |

| Додаткові пісні iTunes делюкс видання | Додаткові пісні iTunes делюкс видання | Додаткові пісні iTunes делюкс видання |
| #                                     | Назва                                 | Тривалість                            |
| ------------------------------------- | ------------------------------------- | ------------------------------------- |
| 12.                                   | «Under and Over It» (remix)           | 3:56                                  |
| 13.                                   | «The Pride» (remix)                   | 3:24                                  |
| 14.                                   | «Remember Everything» (remix)         | 4:50                                  |
| 15.                                   | «100 Ways to Hate» (remix)            | 3:11                                  |
| 16.                                   | «The Tragic Truth»                    | 3:55                                  |
| 17.                                   | «Under and Over It» (music video)     | 4:04                                  |

| Додаткові пісні дводискового видання | Додаткові пісні дводискового видання | Додаткові пісні дводискового видання |
| #                                    | Назва                                | Тривалість                           |
| ------------------------------------ | ------------------------------------ | ------------------------------------ |
| 12.                                  | «Under and Over It» (remix)          | 3:56                                 |
| 13.                                  | «The Pride» (remix)                  | 3:24                                 |
| 14.                                  | «Remember Everything» (remix)        | 4:50                                 |
| 15.                                  | «100 Ways to Hate» (remix)           | 3:11                                 |
| 15:22                                |                                      |                                      |

| Додаткова пісня японського видання | Додаткова пісня японського видання           | Додаткова пісня японського видання | Додаткова пісня японського видання |
| #                                  | Назва                                        | Автор                              | Тривалість                         |
| ---------------------------------- | -------------------------------------------- | ---------------------------------- | ---------------------------------- |
| 12.                                | «A New Level» (кавер на пісню гурту Pantera) | Pantera                            | 4:00                               |

| Додаткова пісня вінілового перевидання 2016 року | Додаткова пісня вінілового перевидання 2016 року | Додаткова пісня вінілового перевидання 2016 року |
| #                                                | Назва                                            | Тривалість                                       |
| ------------------------------------------------ | ------------------------------------------------ | ------------------------------------------------ |
| 12.                                              | «The Pride» (Remix)                              | 3:24                                             |

## Учасники запису
Five Finger Death Punch
- Золтан Баторі – ритм-гітара
- Джейсон Гук – соло-гітара, бек-вокал
- Айвен Муді – вокал
- Джеремі Спенсер – ударні

## Чарти
| Чарт (2011–2012)                | Найвища позиція |
| ------------------------------- | --------------- |
| Канада Canadian Albums          | 6               |
| Фінляндія Finnish Albums Chart  | 14              |
| Велика Британія UK Albums Chart | 57              |
| США US Billboard 200            | 3               |
| США US Digital Albums           | 2               |
| США US Independent Albums       | 1               |
| США US Rock Albums              | 2               |
| США US Hard Rock Albums         | 2               |

| Чарт (2011)            | Позиція |
| ---------------------- | ------- |
| США U.S. Billboard 200 | 191     |

| Рік                                                                               | Назва                 | Найвища позиція | Найвища позиція | Найвища позиція | Найвища позиція |
| Рік                                                                               | Назва                 | US Alt.         | US Main.        | US Rock         | Rock Airplay    |
| --------------------------------------------------------------------------------- | --------------------- | --------------- | --------------- | --------------- | --------------- |
| 2011                                                                              | «Under and Over It»   | 31              | 6               | 20              | —               |
| 2011                                                                              | «Back for More»       | -               | -               | -               | —               |
| 2011                                                                              | «Remember Everything» | 25              | 2               | 9               | —               |
| 2012                                                                              | «Coming Down»         | —               | 1               | 14              | —               |
| 2012                                                                              | «The Pride»           | -               | 12              | -               | 47              |
| "—" позначають релізи, які не потрапили в чарт або не були видані у даній країні. |                       |                 |                 |                 |                 |